# Tragico segreto
Tragico segreto (Undercurrent) è un film del 1946 diretto da Vincente Minnelli.

## Trama
Ann Hamilton, figlia di uno scienziato di provincia, sposa Alan Garroway, un ricco industriale. La donna, oltre a doversi adattare a un ambiente sociale per lei nuovo, ben presto capisce che suo marito è implicato in affari loschi, nei quali peraltro ha coinvolto anche il proprio fratello Michael. Ann, sospettosa, finisce con lo scoprire un segreto della famiglia Garroway e tutto si complica ancora di più quando si innamora, ricambiata, del sensibile Michael.

## Distribuzione
Distribuito dalla Metro-Goldwyn-Mayer (MGM), il film uscì nelle sale cinematografiche USA il 28 novembre 1946. Nel 1947, fu distribuito in Svezia (13 gennaio), Portogallo (21 ottobre) e Finlandia (28 novembre).